# Klapperleeuwerik
De klapperleeuwerik (Corypha apiata, synoniem Mirafra apiata) is een zangvogel uit de familie Alaudidae (leeuweriken).

## Verspreiding en leefgebied
Deze soort komt voor in het zuiden van Afrika en telt twee ondersoorten:
- C. a. apiata: zuidwestelijk Namibië en westelijk Zuid-Afrika.
- C. a. marjoriae: zuidwestelijk Zuid-Afrika.

## Status
De grootte van de populatie is niet gekwantificeerd maar de soort wordt omschreven als op veel plaatsen algemeen. Op de Rode lijst van de IUCN heeft deze soort de status niet bedreigd.